# 身体検査における人権問題
身体検査における人権問題（しんたいけんさにおけるじんけんもんだい）では、学校や会社における健康診断などの身体検査における人権問題と、受刑者などの被収容者に対して行われる身体検査（検身）における人権問題について述べる。

## 健康診断

### 聴診器検査における脱衣の必要性
学校で行われる健康診断では、心臓の動きを見る検査や、聴診器を使った検査において、上半身の衣服を脱ぎ、裸で検査を受けなければならない学校が多く、児童の身体的プライバシーの人権を侵害しているとの主張がある。また、裸の姿を同級生に見られたくないといった心理的な問題もある。文部科学省は、この事態に対し、2024年1月22日「正確な診察に支障のない範囲」において体操服といった衣服を着用させるよう通知を出した。

### 医師の立場を利用した犯罪
健康診断を担当する医師が、その立場を利用して秘密裏に撮影機器を持ち込み、生徒の裸の姿を盗撮する犯罪が発生している。

### 性別に基づく医師の分別問題
「異性の医師に裸を見られることに対し恥ずかしさや苦痛を感じる」との理由から、生徒の性別に合わせて、医師の性別もそれに応じさせるべきとの主張もある。すなわち、男子生徒に対しては男性の医師、女子生徒に対しては、女性の医師が健康診断を担当するべきとする主張である。なお、日本の学校医は9割が男性医師であり、日本全体の医師のうち女性医師の割合は19.7%である。

### 反論
健康診断において衣服を着用するよう求める主張には反論がある。衣服を着用することを許可すると、虐待に伴うあざや、脊柱側湾症を発見できないリスクがあるとする。